# Aviation Hall of Fame and Museum of New Jersey
L'Aviation Hall of Fame and Museum of New Jersey est une organisation et un temple de la renommée qui honore des personnes de l'État du New Jersey, aux États-Unis, pour leurs contributions à l'aéronautique et à l'astronautique.
Fondée en 1972 , elle est basée à l'aéroport de Teterboro.
Elle compte Amelia Earhart, Anthony Fokker, Buzz Aldrin, Walter Schirra ou encore Oliver Colin LeBoutillier parmi ses intronisés.